# Shun Satō (Eiskunstläufer)
Shun Satō (jap. 佐藤 駿 Satō Shun; * 6. Februar 2004 in Sendai) ist ein japanischer Eiskunstläufer, der im Einzellauf antritt.

## Sportliche Karriere
Shun Satō begann 2009 mit dem Eiskunstlauf. Ab der Saison 2015/16 startete er in Japan in Juniorenwettbewerben, ab der Saison 2019/20 auch auf internationaler Ebene. Er gewann das Junior-Grand-Prix-Finale 2019. An den Japanischen Meisterschaften nimmt Satō seit der Saison 2017/18 teil; seine beste Platzierung war der 4. Platz in der Saison 2022/23. 2020 erhielt er seine erste Einladung in die Grand-Prix-Serie und belegte einen 5. Platz. In der folgenden Saison erhielt er Einladungen in zwei Wettbewerbe, wovon er bei einem eine Silbermedaille gewann. In der Saison 2022/23 konnte sich Satō mit einer Silber- und einer Bronzemedaille für das Grand-Prix-Finale qualifizieren, wo er den 4. Platz belegte. In derselben Saison nahm er an den World University Games teil, wo er 5. wurde. Satō gewann die Bronzemedaille bei den Vier-Kontinente-Meisterschaften 2023. Als Ersatz für Shōma Uno, der seine Teilnahme aufgrund einer Verletzung absagte, wurde Satō für die World Team Trophy 2023 benannt. Das japanische Team gewann dort die Bronzemedaille.

## Ergebnisse
| Meisterschaft/Saison                                                     | 15/16 | 16/17 | 17/18 | 18/19 | 19/20 | 20/21 | 21/22         | 22/23  | 23/24 |
| ------------------------------------------------------------------------ | ----- | ----- | ----- | ----- | ----- | ----- | ------------- | ------ | ----- |
| Vier-Kontinente-Meisterschaften                                          |       |       |       |       |       |       |               | 3.     |       |
| World University Games                                                   |       |       |       |       |       |       |               | 5.     |       |
| Japanische Meisterschaften                                               |       |       | 16.   | 12.   | 5.    | 5.    | 7.            | 4.     | 5.    |
| Grand-Prix-Serie/Saison                                                  | 15/16 | 16/17 | 17/18 | 18/19 | 19/20 | 20/21 | 21/22         | 22/23  | 23/24 |
| Grand-Prix-Finale                                                        |       |       |       |       |       |       |               | 4.     |       |
| Grand Prix Espoo                                                         |       |       |       |       |       |       |               | 2.     |       |
| Grand Prix de France                                                     |       |       |       |       |       |       | 2.            |        |       |
| NHK Trophy                                                               |       |       |       |       |       | 5.    |               |        |       |
| Skate America                                                            |       |       |       |       |       |       | 4.            |        | 3.    |
| MK John Wilson Trophy                                                    |       |       |       |       |       |       |               | 3.     |       |
| Juniorenwettbewerb/Saison                                                | 15/16 | 16/17 | 17/18 | 18/19 | 19/20 | 20/21 | 21/22         | 22/23  | 23/24 |
| Juniorenweltmeisterschaften                                              |       |       |       |       | 6.    |       | Z             |        |       |
| Junior-Grand-Prix-Finale                                                 |       |       |       |       | 1.    |       |               |        |       |
| Junior Grand Prix Kroatien                                               |       |       |       |       | 3.    |       |               |        |       |
| Junior Grand Prix USA                                                    |       |       |       |       | 1.    |       |               |        |       |
| Japanische Juniorenmeisterschaften                                       | 15.   | 15.   | 6.    | 2.    | 2     |       |               |        |       |
| Teamwettbewerb/Saison                                                    | 15/16 | 16/17 | 17/18 | 18/19 | 19/20 | 20/21 | 21/22         | 22/23  | 23/24 |
| Japan Open                                                               |       |       |       |       |       |       | 1. (T) 2. (P) | 3. (T) |       |
| Z = Teilnahme zurückgezogen; T = Teamergebnis; P = persönliches Ergebnis |       |       |       |       |       |       |               |        |       |